# Trudności w uczeniu się

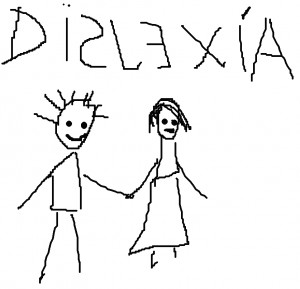
Przykład dysleksji

Trudności w uczeniu się – grupa deficytów psychicznych uniemożliwiających przyswajanie materiału szkolnego na poziomie odpowiednim do wieku ucznia i jego ilorazu inteligencji:
- dysleksja (ICD-10 F81.0)
- dysortografia (ICD-10 F81.1)
- dysgrafia
- dyskalkulia (ICD-10 F81.2)

Termin ten nie dotyczy osób niepełnosprawnych intelektualnie, niewidomych/niedowidzących, niesłyszących/niedosłyszących, których problemy z przyswajaniem materiału szkolnego są determinowane przez niepełnosprawność.

## Przyczyny
Trudności w uczeniu się mogą powstawać na skutek zaburzeń percepcyjnych, mikrouszkodzeń i dysfunkcji mózgu, zmian w OUN lub na skutek spowolnienia dojrzewania OUN.